# Konfektbord
Ett konfektbord är ett bord uppdukat med exklusiva sötsaker som traditionellt sett följt sist i måltidsordningen. 
Sötvaror i form av konfekt, marsipanformationer, kanderade örter, nötter och figurer av socker tillverkade av särskilda sockerbagare blev under 1600-talet populära avslutningar vid festmåltider i kungliga och högadliga kretsar. Konfekten dukades fram på påkostat serveringsgods, gärna guld- och silverpjäser på fot för att förstärka dess upphöjda kvaliteter. Gaffeln lär ha sitt ursprung just i konfektborden vid 1500-talets italienska hovliv då sötsaker var för klibbiga att hantera utan särskilt redskap.